# Anna Mirtha Correa
Anna Mirtha Correa (ur. 19 stycznia 1985 w Hiszpanii) – hiszpańska siatkarka, reprezentantka kraju, grająca jako środkowa. Obecnie występuje w drużynie Hainaut Volley.